# Victor Arnould
Victor François Joseph Arnould (Maastricht, 7 november 1838 - Schaarbeek, 17 januari 1894) was een Belgisch volksvertegenwoordiger.

## Levensloop
Arnould was de zoon van juwelier Joseph-Auguste Arnould en Cunegonde Crets. Hij trouwde met Marie-Charlotte Vanaisse.
Arnould volgde middelbare studies in zijn geboortestad Maastricht, een katholieke stad in Nederlands-Limburg die had deelgenomen aan de Belgische Revolutie. De volgende negen jaar zou Nederlands-Limburg deel uitmaken van het koninkrijk België, maar na de goedkeuring van het Verdrag van Londen in 1839 kwam de regio opnieuw in Nederlandse handen. De familie Arnould beschouwde zichzelf als Belgen en toen Victor Arnould meerderjarig werd opteerde hij dan ook voor de Belgische nationaliteit. 
Hij ging rechten studeren aan de Universiteit Luik en promoveerde daar in 1862 tot doctor in de rechten. Aan de Universiteit Luik was Arnould voorzitter van de algemene studentenvereniging, die het grootste deel van zijn medestudenten verenigde. In die hoedanigheid nam hij in 1865 deel aan het Internationale Congres van Studenten. Na zijn studies werd Arnould advocaat te Brussel, een beroep dat hij uitoefende tot in 1886.
Zijn hart lag echter voornamelijk bij de journalistiek. Van 1862 tot 1868 was hij redacteur bij Le Précurseur, een invloedrijke liberale krant in Antwerpen die zich achter de plaatselijke Meetingpartij schaarde. Ook werkte hij mee aan Het Werkmansregt, een Antwerpse progressief-liberale krant die tussen 1862 en 1866 verscheen. Hoewel hij vooral het buitenlands nieuws verzorgde, ontwikkelde Arnould door zijn journalistieke bezigheden een zekere interesse in de nationale politiek. Als voorzitter van het Comité van Volksvoordrachten in Antwerpen kwam hij tevens in aanraking met democratische ideeën. Arnould kon het uiteindelijk steeds minder goed vinden met de koers van Le Précurseur, dat de plannen van de liberale regering-Frère-Orban I om de stad militair te verstevigen steunde. Dit was zeer tegen de wil van Arnould, die in januari 1868 zijn ontslag gaf bij Le Précurseur en vervolgens terugkeerde naar Brussel.
In Brussel werd Arnould redacteur bij La Liberté, tot dan toe een liberaal  en progressief weekblad onder leiding van Edmond Picard, Charles Graux en Xavier Olin.  Samen met zijn collega's Hector Denis en Guillaume De Greef stuurde hij het blad in socialistische richting en werd het de spreekbuis van een socialisme gebaseerd op de ideeën van Pierre-Joseph Proudhon en Auguste Comte. Tegelijkertijd verzette de krant zich tegen de collectivistische vormen van het prille socialisme. Van 1870 tot 1873 was Arnould hoofdredacteur van het weekblad. In 1871 verscheen blad enkele maanden lang op dagelijkse basis, om zich krachtig uit te spreken tegen de harde repressie tegen de Commune van Parijs. Arnould bezocht gewezen communards die naar België waren gevlucht en verdedigde vurig hun rechten.
Wanneer de invloed van de Internationale Arbeidersassociatie groeide, engageerde Arnould zich meer en meer voor de democratische strijd. Hij was aanwezig op tal van vergaderingen die  de internationale arbeidersbeweging doorheen heel België hield en nam tevens deel aan de bijeenkomsten van de Brusselse afdeling van deze beweging, waar hij af en toe optrad als voorzitter. Toen de socialistische beweging in de jaren 1870 richting collectivisme evolueerde en een beroep begon te doen op vertegenwoordigers uit de arbeidersklasse, vervreemdde Arnould van het socialisme, al bleef hij zijn progressieve idealen trouw. Zo trad hij in juni 1886 op als advocaat van de socialistische voorman Edward Anseele, die na de volksopstand van maart en april 1886 vervolgd werd voor opruiing en het aanzetten tot burgerlijke ongehoorzaamheid. 
Zoals vele progressieve liberalen die actief waren geweest binnen de Internationale Arbeidersassociatie besloot Arnould zich te engageren voor de Liberale Partij en zijn democratische idealen via parlementaire actie te verwezenlijken. Van 1879 tot 1887 was hij gemeenteraadslid van Schaarbeek. In juni 1882 werd hij bij een tussentijdse verkiezing in het arrondissement Brussel verkozen in de Kamer van volksvertegenwoordigers, waar hij zijn politieke geestesgenoten Paul Janson en Eugène Robert vervoegde. In de Kamer verdedigde Arnould de progressief-liberale ideeën en ondersteunde hij, evenwel zonder succes, de inspanningen van de socialisten om het cijnskiesrecht af te schaffen. In juni 1884 kwam een einde aan zijn parlementair mandaat, nadat de Liberale Partij bij de verkiezingen die maand een zware nederlaag leed en onder andere al haar zetels in Brussel verloor.
Nadat hij uit het parlement was verdwenen werd Arnould in 1885 medewerker van de krant La Réforme, de spreekbuis van de progressieve liberalen in Brussel. Hij bleef er aan de slag tot aan zijn dood in 1894 en verzorgde de rubriek met politiek nieuws (veelal gewijd aan nieuws uit het buitenland). Daarenboven was hij in 1888 medestichter van de progressief-liberale krant La Nation. La Réforme en La Nation streefden dezelfde doelen na en voerden allebei campagne voor de invoering van het algemeen stemrecht.  Arnould werd de politiek directeur van deze laatste krant en schreef er bijna elke dag een uitgebreid commentaarstuk over de evolutie van de politieke situatie in België. Zo verdedigde hij bijvoorbeeld de koloniale onderneming van koning Leopold II in Congo-Vrijstaat en drong hij aan op het verlenen van leningen van de Belgische staat aan Congo-Vrijstaat. Voorts was hij in 1881 medestichter van het progressief-liberale tijdschrift L'Art Moderne, dat hij oprichtte met  Octave Maus, Edmond Picard en Eugène Robert.
Daarenboven was Arnould actief in de vrijmetselarij. Hij werd actief in de Brusselse loge La Libre Pensée, waarvan hij van 1875 tot 1878 en van 1887 tot 1890 de voorzitter was. Ook was hij lid van de loge Les Vrais Amis de l'Union et du Progrès Réunis.
Victor Arnould overleed in januari 1894 op 55-jarige leeftijd, een jaar na de invoering van het algemeen meervoudig stemrecht, dat ertoe leidde dat de socialisten na de verkiezingen van oktober 1894 hun intrede deden in het parlement. Zowel liberale als socialistische media publiceerden rouwhuldes over Arnould.

## Publicaties
Victor Arnould was tevens actief als schrijver en publiceerde voornamelijk boeken over politieke onderwerpen:
- Philosophie et libéralisme, Brussel, 1877
- Le Centenaire de Voltaire, Brussel, 1879
- Tableau d'une histoire sociale de l'église, Brussel, 1880
- La Réforme électorale à la Chambre, Brussel, 1883
- Trois siècles de monarchie, Brussel, 1884
- Le programme radical, Brussel, 1886
- Gambetta, Brussel, 1886.
- L'Oeuvre électorale, Brussel, 1891
- L'Oeuvre de Henri Leys, Brussel, 1893
- Chansons et ballades, 1896